# Eucereon rosadora
Eucereon rosadora là một loài bướm đêm thuộc phân họ Arctiinae, họ Erebidae.